# Western Motor Truck & Vehicle Company
Western Motor Truck & Vehicle Company war ein US-amerikanischer Hersteller von Automobilen.

## Unternehmensgeschichte
Das Unternehmen aus Chicago in Illinois experimentierte ab 1900 mit Kraftfahrzeugen. Eine Quelle meint, dass es möglich sei, dass ab dieser Zeit einzelne Personenkraftwagen als Western verkauft wurden. Erst 1905 begann die Serienproduktion und die Vermarktung von Automobilen, die als Beebe auf den Markt kamen. 1906 entstand auch ein einzelner Lastkraftwagen. Im gleichen Jahr endete die Produktion.
Es gab keine Verbindung zu Baldwin & Beebe, die den gleichen Markennamen nutzten.

## Fahrzeuge
Zuerst erschien das Model E. Es hatte einen Zweizylinder-Zweitaktmotor von Wats mit 30 PS Leistung. Die Motorleistung wurde über ein Friktionsgetriebe übertragen. Die Höchstgeschwindigkeit war mit 64 km/h angegeben. Ungewöhnlich war, dass der Motor mit einem Knopfdruck gestartet werden konnte. Der Radstand betrug 254 cm. Eine Quelle nennt einen Tourenwagen.
Das Modell Issue No. 3 erschien laut einer Quelle erst im Modelljahr 1906. Es hatte einen kleineren Zweizylindermotor mit 14 PS Leistung. Auch dies war ein Zweitaktmotor von Wats. Das Fahrgestell hatte 203 cm Radstand. Der offene Runabout bot Platz für zwei Personen.

## Modellübersicht
| Jahr      | Modell      | Zylinder | Leistung (PS) | Radstand (cm) | Aufbau                |
| --------- | ----------- | -------- | ------------- | ------------- | --------------------- |
| 1905–1906 | Model E     | 2        | 30            | 254           | Side Entrance Tonneau |
| 1905–1906 | Issue No. 3 | 2        | 14            | 203           | Runabout              |